# Досше, Эме
Эме Досше (нидерл. и фр. Aimé Dossche; 28 марта 1902, Невеле, провинция Восточная Фландрия, Бельгия — 30 октября 1985, Гент, провинция Восточная Фландрия, Бельгия) — бельгийский профессиональный шоссейный велогонщик в 1924-1932 годах. Трёхкратный победитель однодневной велогонки Чемпионат Фландрии (1925, 1928, 1931).

## Достижения
1924
2-й Париж — Нант
3-й Бенш — Шиме — Бенш
1925
1-й Чемпионат Фландрии
7-й Тур Страны Басков
7-й Тур Фландрии
9-й Париж — Тур
1926
1-й — Этапы 2 и 17 Тур де Франс 
4-й Париж — Брюссель
7-й  Тур Бельгии — Генеральная классификация
9-й  Джиро ди Ломбардия
1927
8-й Тур Страны Басков
1928
1-й Чемпионат Фландрии
1929
1-й — Этап 1 Тур де Франс 
 Лидер в генеральной классификации после Этапа 1
2-й Чемпионат Фландрии
5-й Париж — Тур
6-й Париж — Рубе
1930
2-й Тур Фландрии
3-й Париж — Лилль
1931
1-й Чемпионат Фландрии

## Статистика выступлений

### Гранд-туры
| Гранд-тур      | 1926 | 1927 | 1928 | 1929 | 1930 |
| -------------- | ---- | ---- | ---- | ---- | ---- |
| Джиро д’Италия | —    | —    | —    | —    | —    |
| Тур де Франс   | 15   | —    | —    | НФ   | 12   |

| —  | Не участвовал  |
| НФ | Не финишировал |